# Kalíninskaia (Komi)
|  | Per a altres significats, vegeu «Kalíninskaia». |

Kalíninskaia (en rus: Калининская) és un poble de la República de Komi, a Rússia, segons el cens del 2010 tenia 446 habitants.